# Organo della chiesa di San Martino a Brema

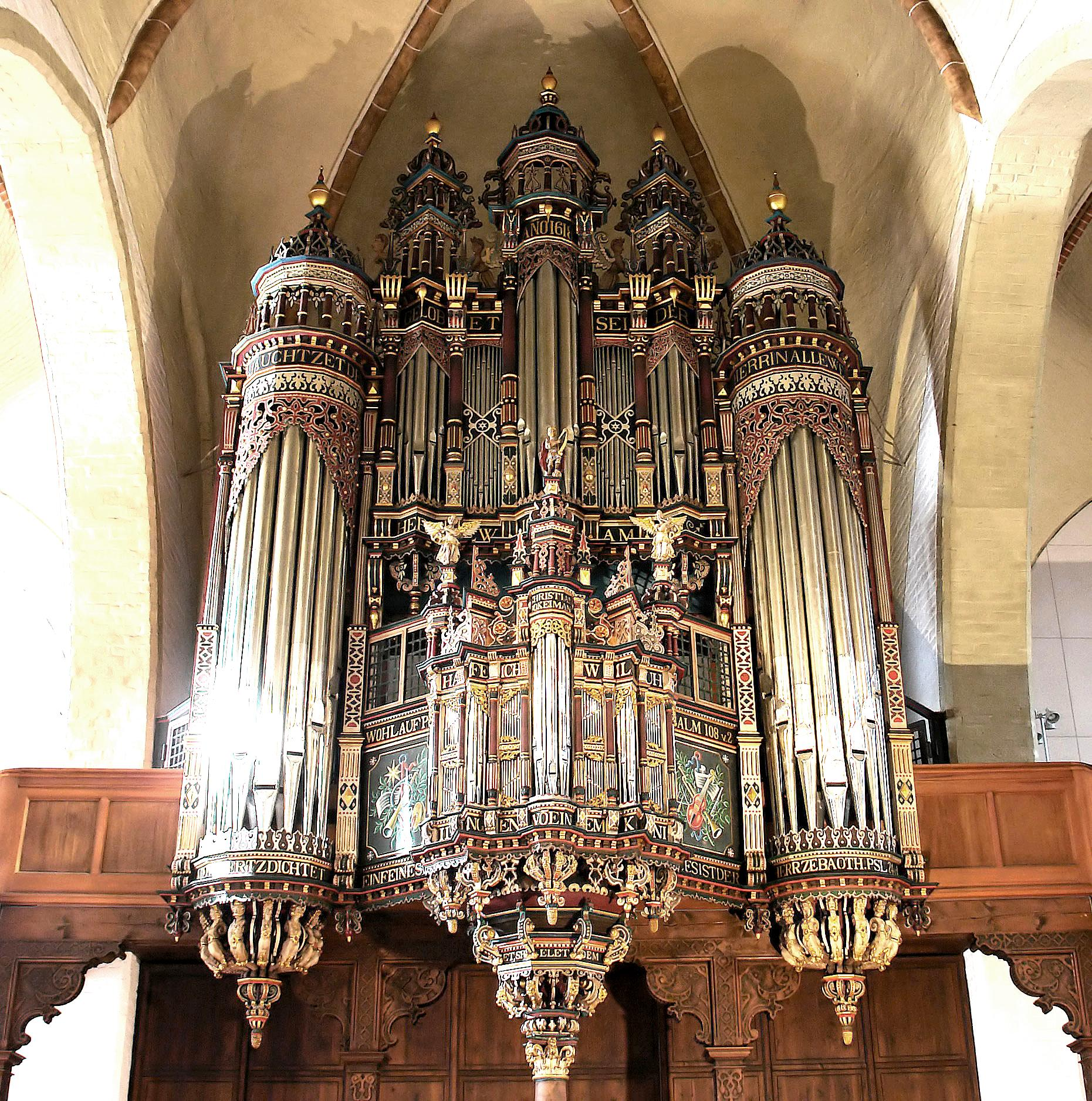
L'organo della chiesa di San Martino a Brema.

Con organo della chiesa di San Martino ci si riferisce a un organo monumentale costruito a Brema, in Germania.

## Storia
Le prime notizie circa la presenza di un organo all'interno della chiesa di San Martino risalgono al 1563. Nel 1603 Marten de Mare costruì un nuovo strumento, dotato di un solo manuale. Lo strumento di de Mare, tuttavia, non durò a lungo, dato che nel 1615 Christian Bockelmann ricevette l'incarico di realizzare un organo da due manuali e pedaliera, strumento portato a termine nel 1619. Nel 1628 Johann Sieburg effettuò alcune riparazioni, seguite da altre nel 1638 a opera di Caspar Valekamp.
Dal 1707 al 1709 Arp Schnitger ampliò lo strumento, e, nel 1718, eseguì alcune riparazioni. Altri interventi furono eseguiti da Erasmus Bielfeldt nel 1748, da Heinrich Wilhelm Eckmann nel 1758 e da Otto Biesterfeld nel 1834.
La Furtwängler & Hammer, nel 1894, manipolò pesantemente le caratteristiche foniche barocche originarie, dotando l'organo di trasmissione pneumatica e sostituendo diversi registri. La cassa seicentesca, tuttavia, non venne toccata. Lo strumento andò completamente distrutto durante un bombardamento il 19 agosto 1944. Dopo il termine della seconda guerra mondiale Jürgen Ahrend e Gerhard Brunzema realizzarono, fra il 1961 e il 1962, un nuovo strumento da tre manuali, pedaliera e 33 registri, imitando lo stile e le sonorità degli strumenti barocchi. L'ultimo intervento di restauro venne effettuato nel 2004-2005.

## Caratteristiche tecniche
Attualmente l'organo è a trasmissione interamente meccanica, la pressione del vento è di 72 mm in colonna d'acqua, il corista del La corrisponde a 440 Hz e il temperamento è il Kellner-Bach. La disposizione fonica è la seguente:
| Primo manuale - Hauptwerk |        |
| Praestant                 | 8'     |
| Bordun                    | 16'    |
| Hohlflöte                 | 8'     |
| Octave                    | 4'     |
| Spitzflöte                | 4'     |
| Octave                    | 2'     |
| Rauschpfeife              | II     |
| Mixtur                    | V-VIII |
| Dulcian                   | 16'    |
| Trompete                  | 8'     |

| Secondo manuale - Rückpositiv |        |
| Praestant                     | 4'     |
| Gedackt                       | 8'     |
| Rohrflöte                     | 4'     |
| Octave                        | 2'     |
| Nasat                         | 1' 1/3 |
| Waldflöte                     | 2'     |
| Sesquialtera                  | II     |
| Scharf                        | IV-VI  |
| Krummhorn                     | 8'     |

| Terzo manuale - Brustpositiv |    |
| Gedackt                      | 8' |
| Blockflöte                   | 4' |
| Principal                    | 2' |
| Flöte                        | 2' |
| Zimbel                       | II |
| Regal                        | 8' |

| Pedal     |     |
| Praestant | 16' |
| Octave    | 8'  |
| Octave    | 4'  |
| Nachthorn | 2'  |
| Mixtur    | V   |
| Posaune   | 16' |
| Trompete  | 8'  |
| Trompete  | 4'  |

## Galleria d'immagini

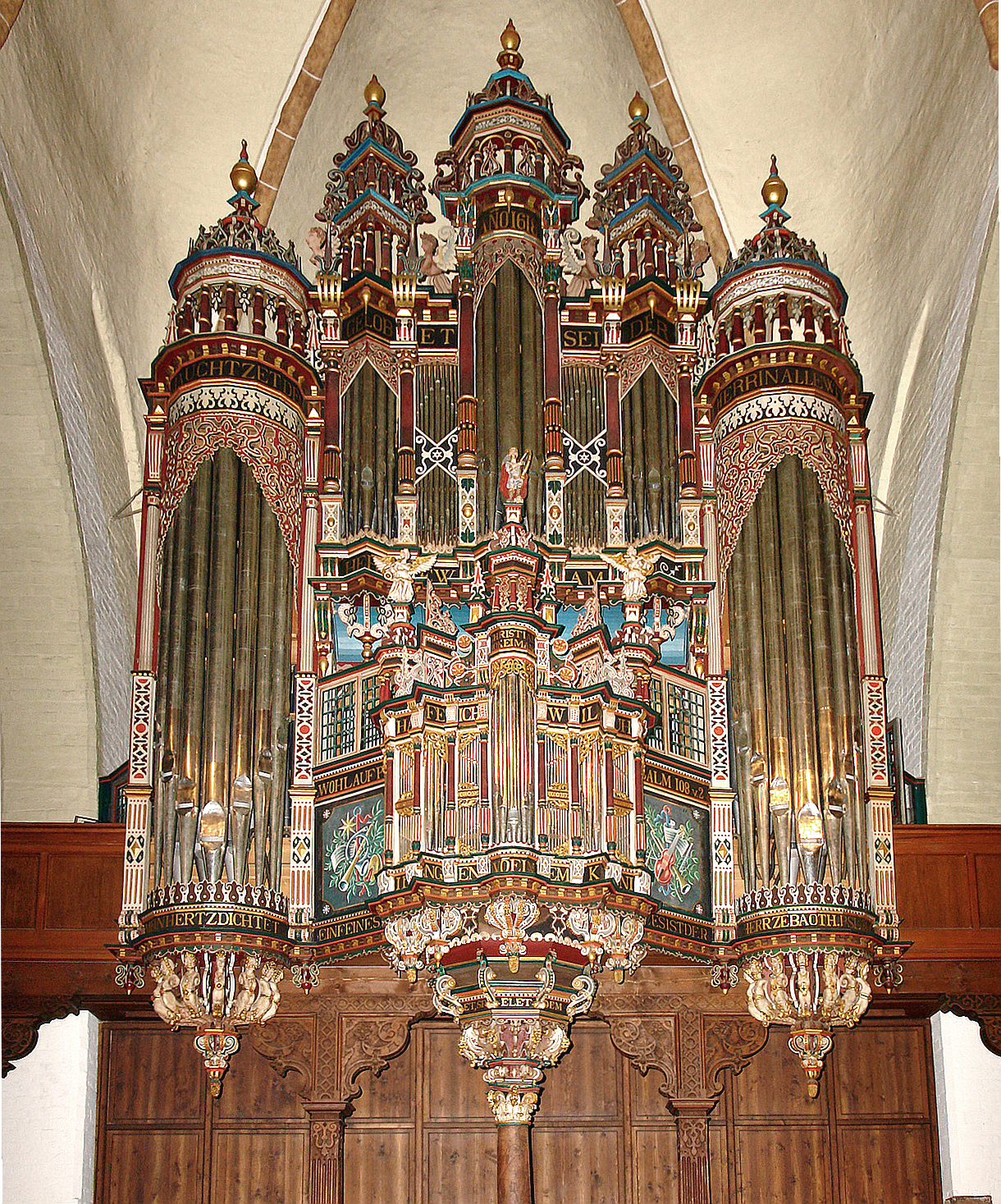
Il prospetto.
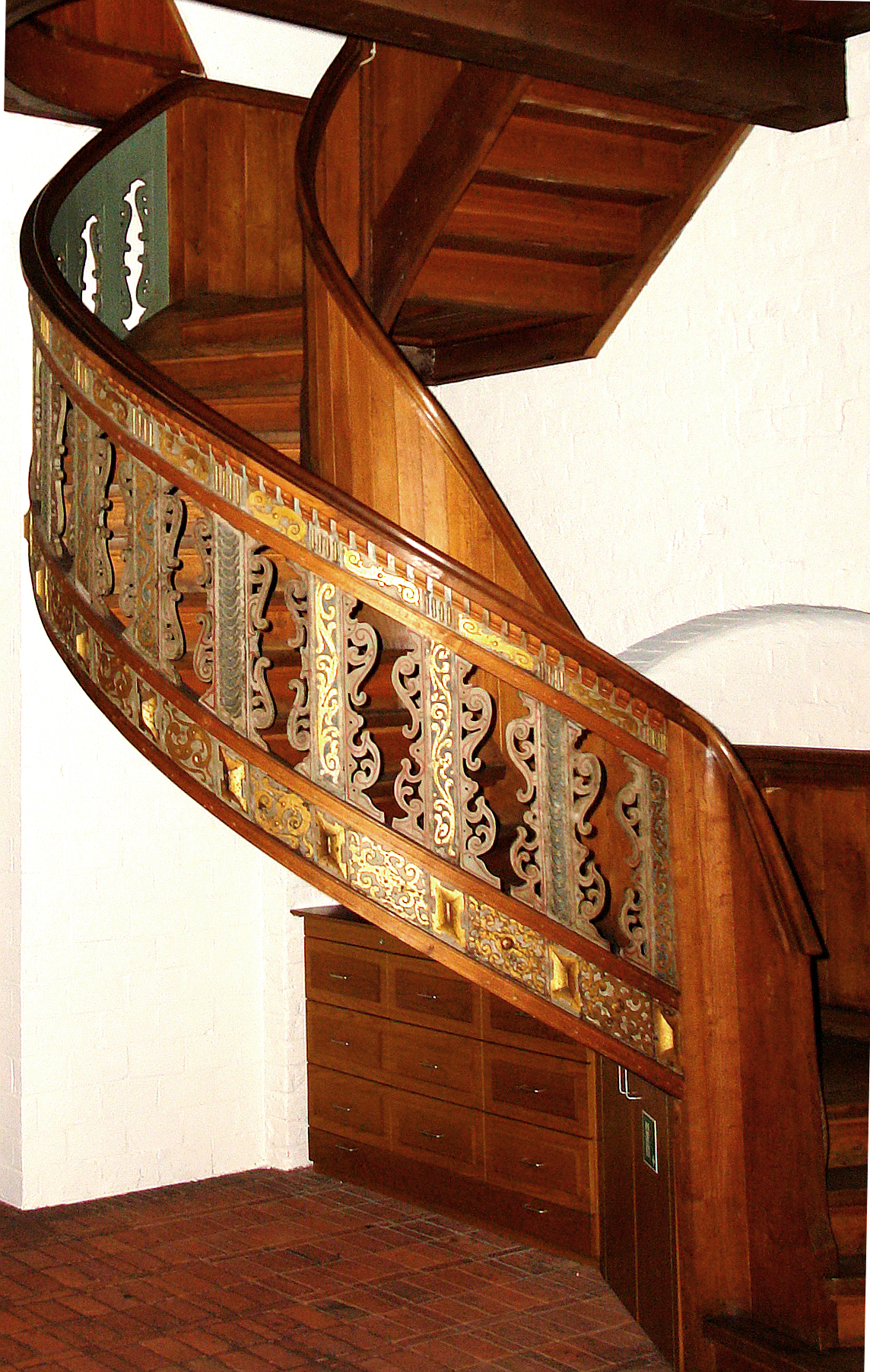
La scala che conduce alla tribuna dell'organo.
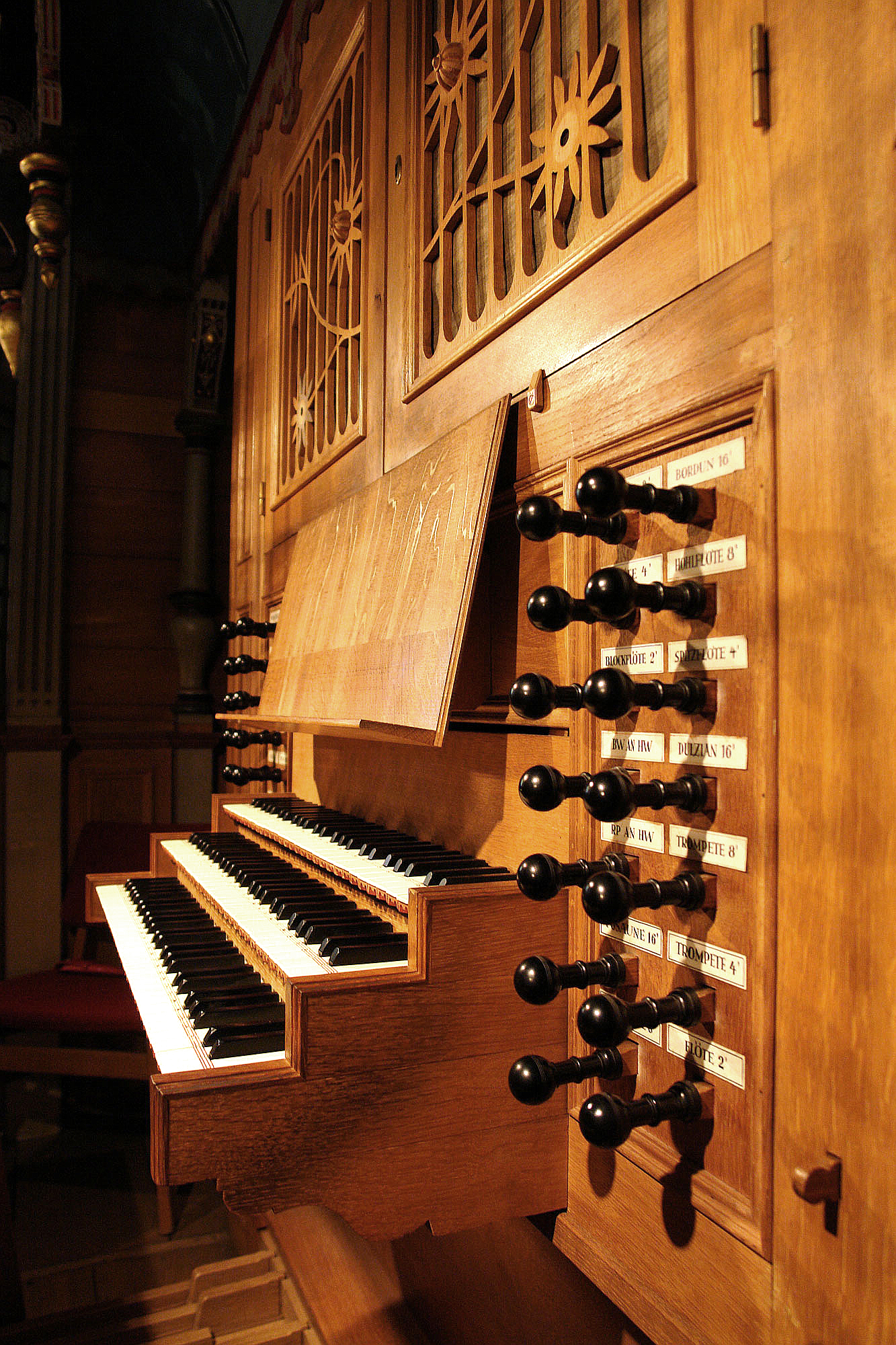
La consolle.
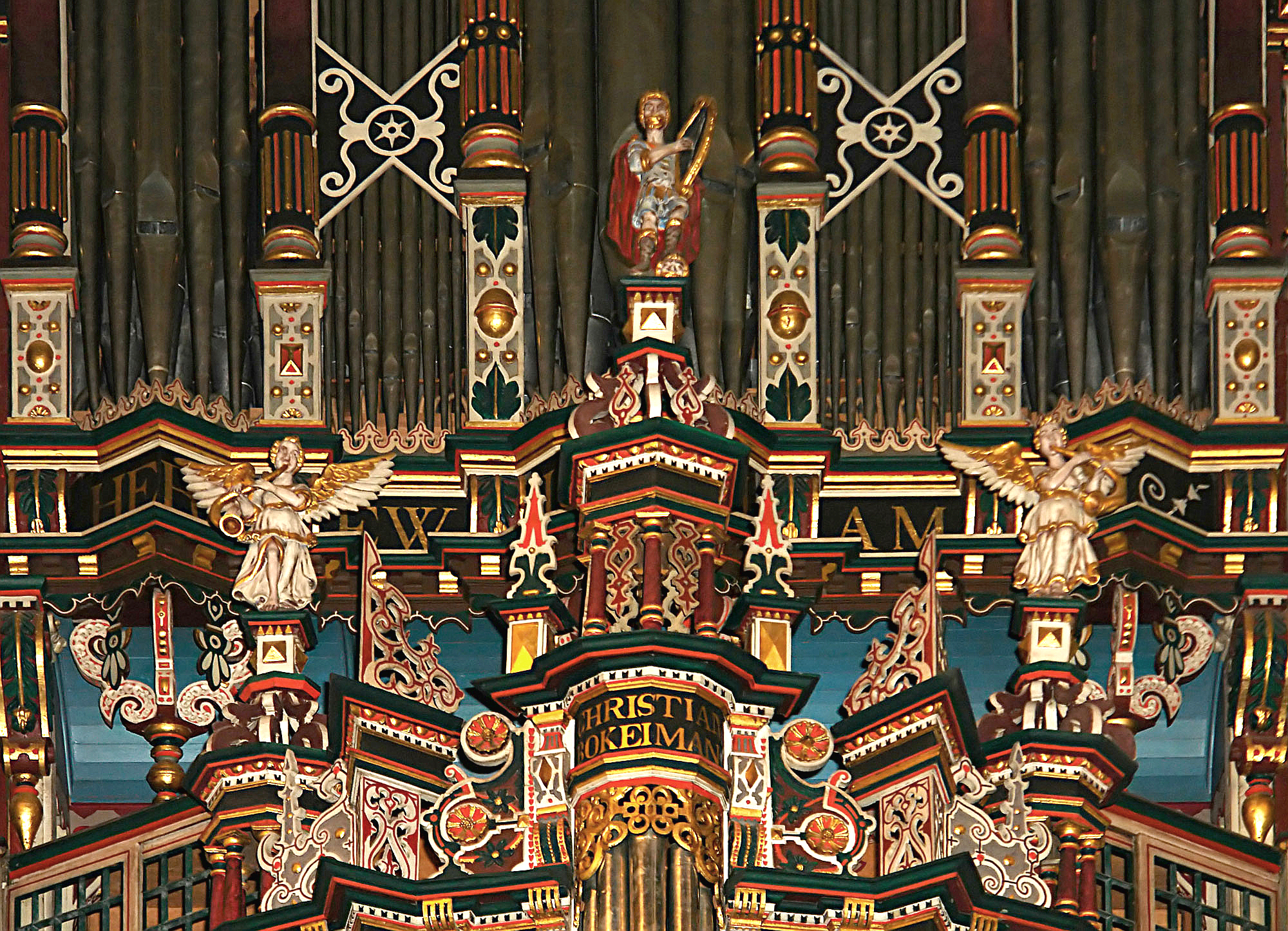
Particolare delle decorazioni della cassa.
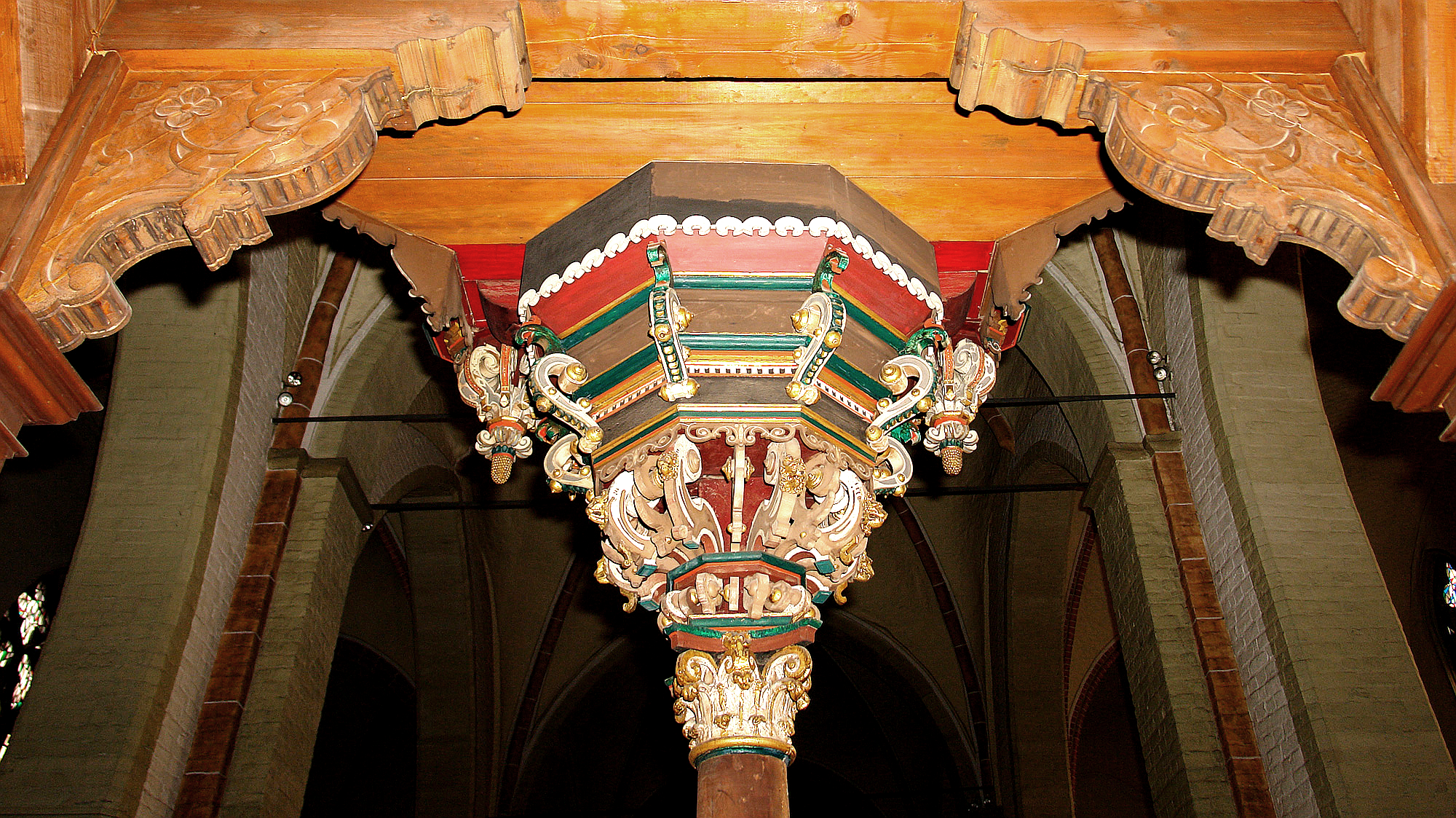
Particolare delle decorazioni della cassa.
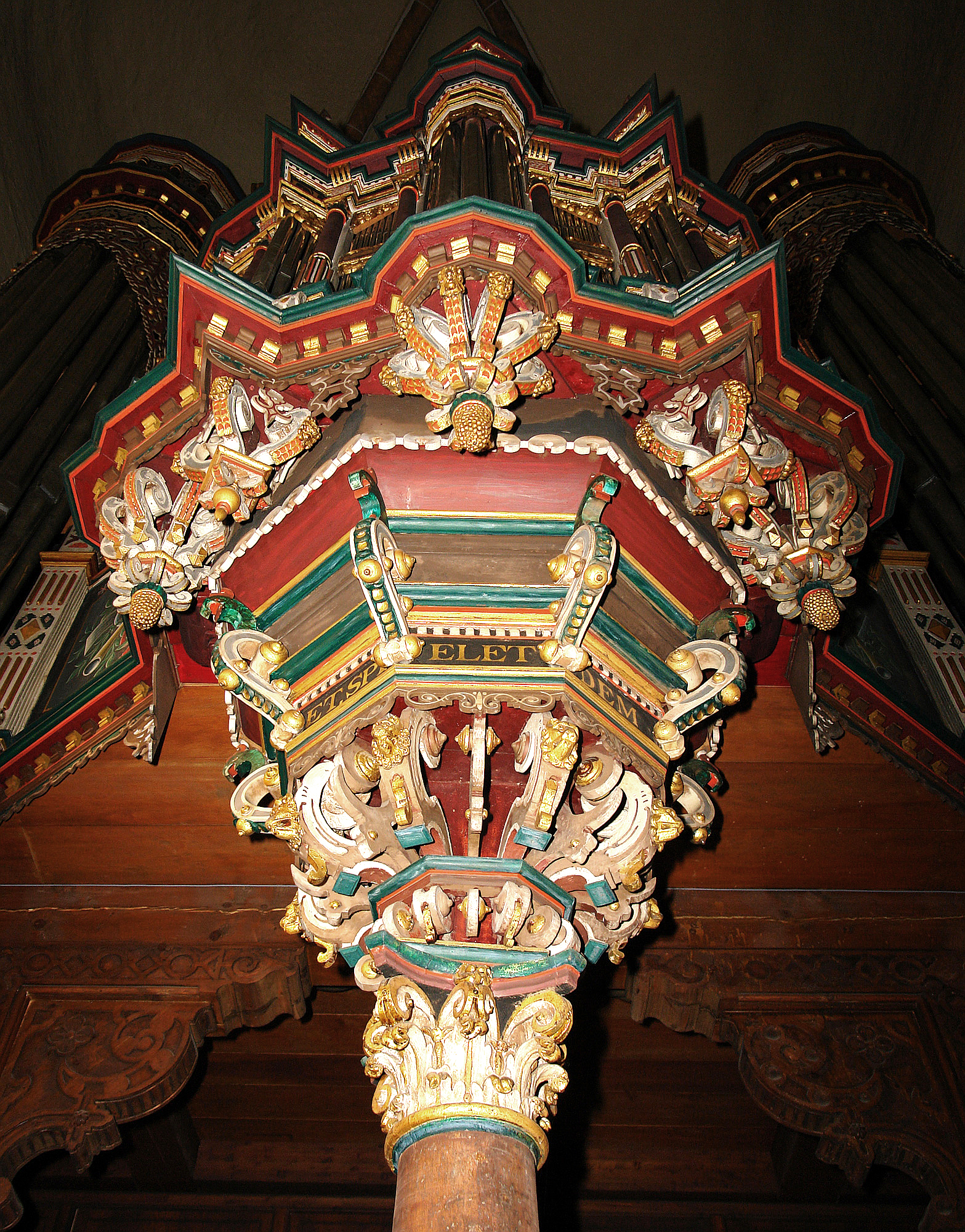
Particolare delle decorazioni della cassa.
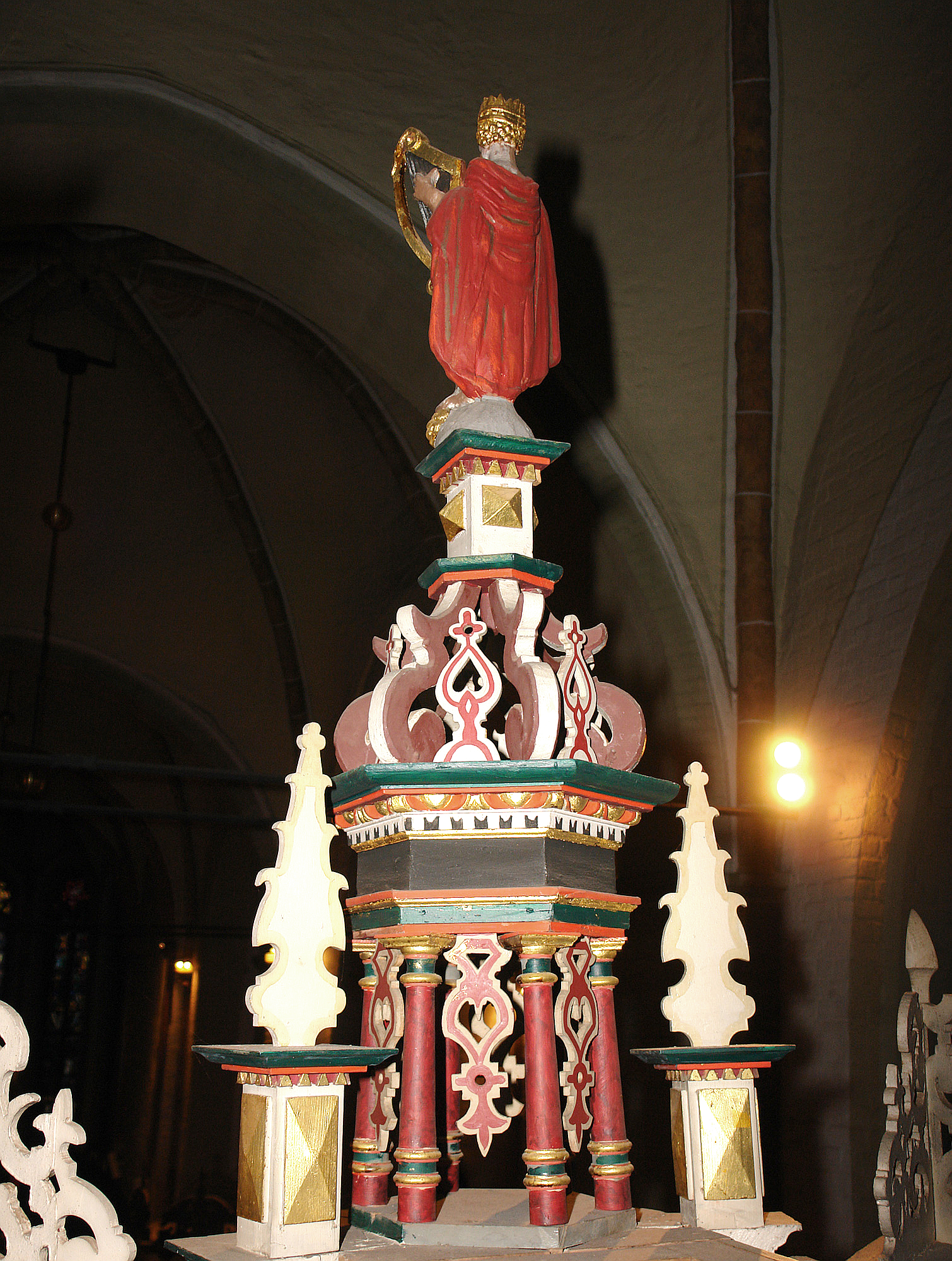
Particolare delle decorazioni della cassa.
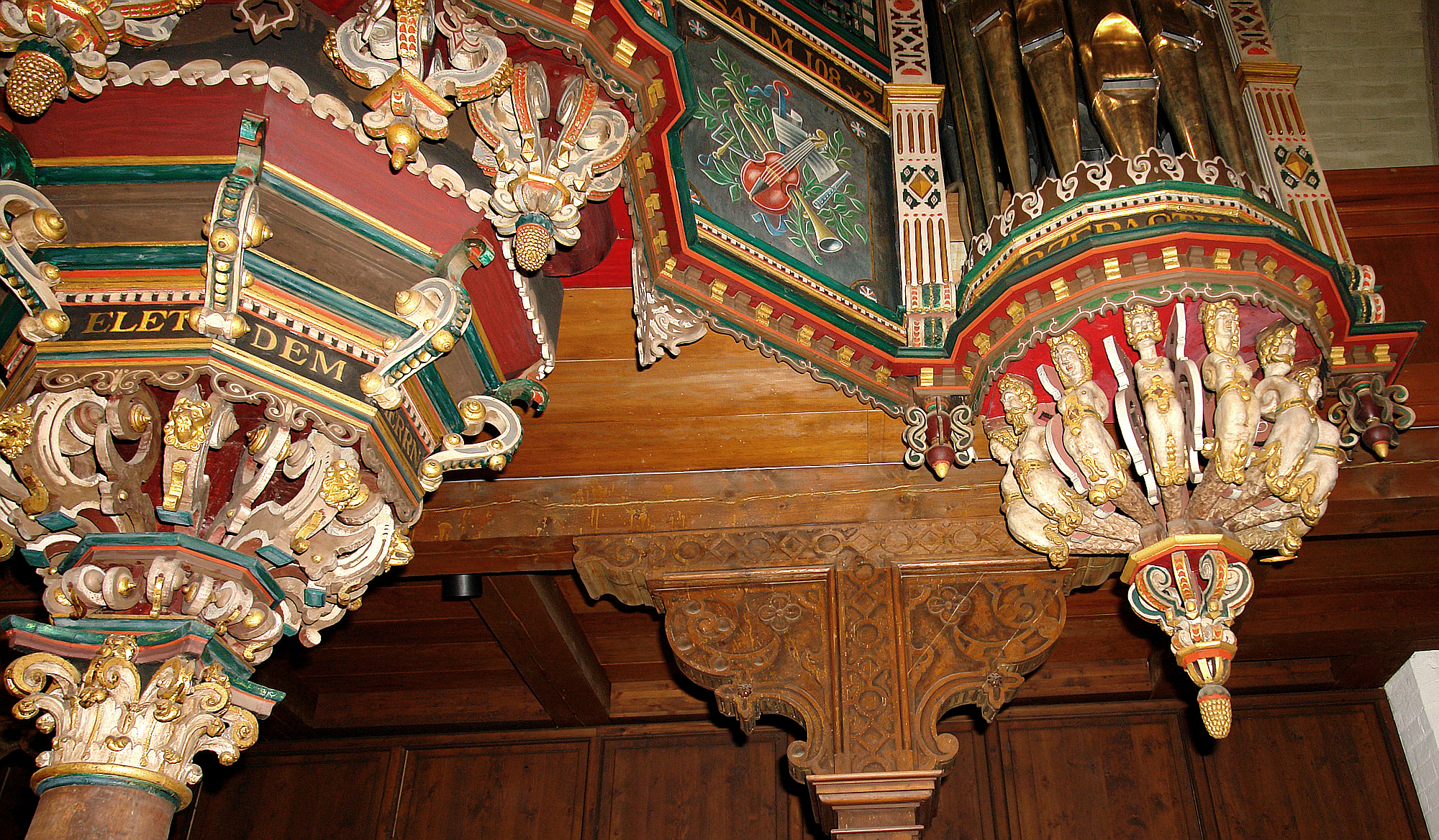
Particolare delle decorazioni della cassa.
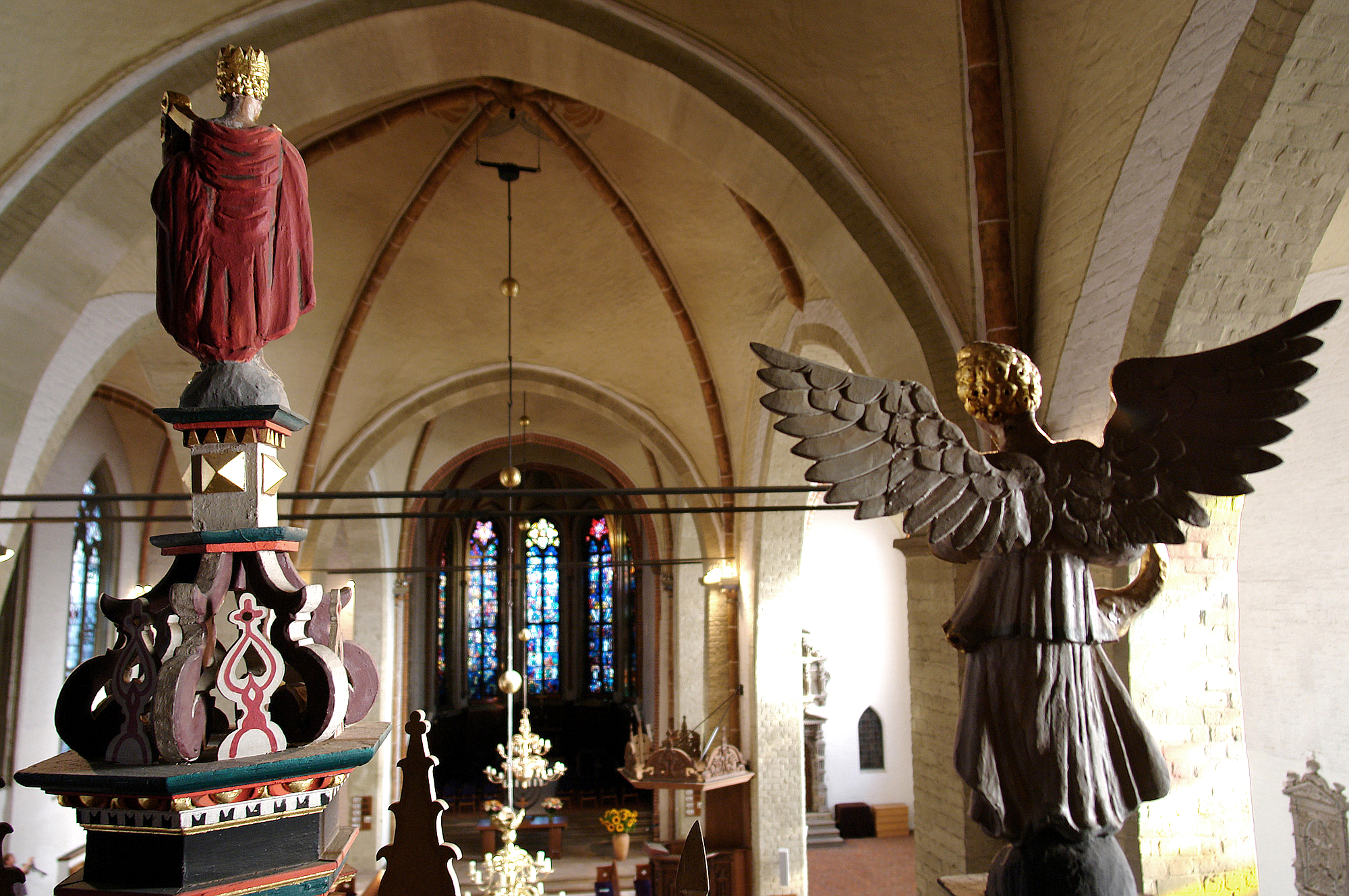
Particolare delle decorazioni della cassa.